# Mušhuššu
Le mušhuššu, aussi appelé Sirrush, est un animal mythologique mésopotamien. Son nom vient du sumérien MUŠ.HUŠ, littéralement « serpent/dragon rouge », c'est-à-dire, le rouge représentant la grande colère,  « dragon furieux ».
Cette créature était réputée posséder un corps de serpent surmonté d'une tête cornue, ses membres antérieurs étant ceux d'un lion et postérieurs ceux d'un rapace.
C'est l'animal-symbole personnifiant plusieurs divinités. Il semble qu'il soit à l'origine associé à Ninazu, dieu vénéré à Eshnunna et à son fils Ningishzida de Gishbanda puis à Tishpak, qui devient le dieu principal d'Eshnuna au début du IIe millénaire av. J.-C.. Après la prise de ce royaume par Babylone, le concept du dragon-serpent est réattribué à Marduk, alors dieu tutélaire de la cité, qui deviendra ensuite la principale divinité de la Mésopotamie.
Le mušhuššu est également un génie protecteur, son apparence étant supposée effrayer les ennemis. De fait des représentations de cet animal servaient d'amulettes, qu'il s'agisse de plaques en terre cuite moulée, ou bien d'objets en bronze.

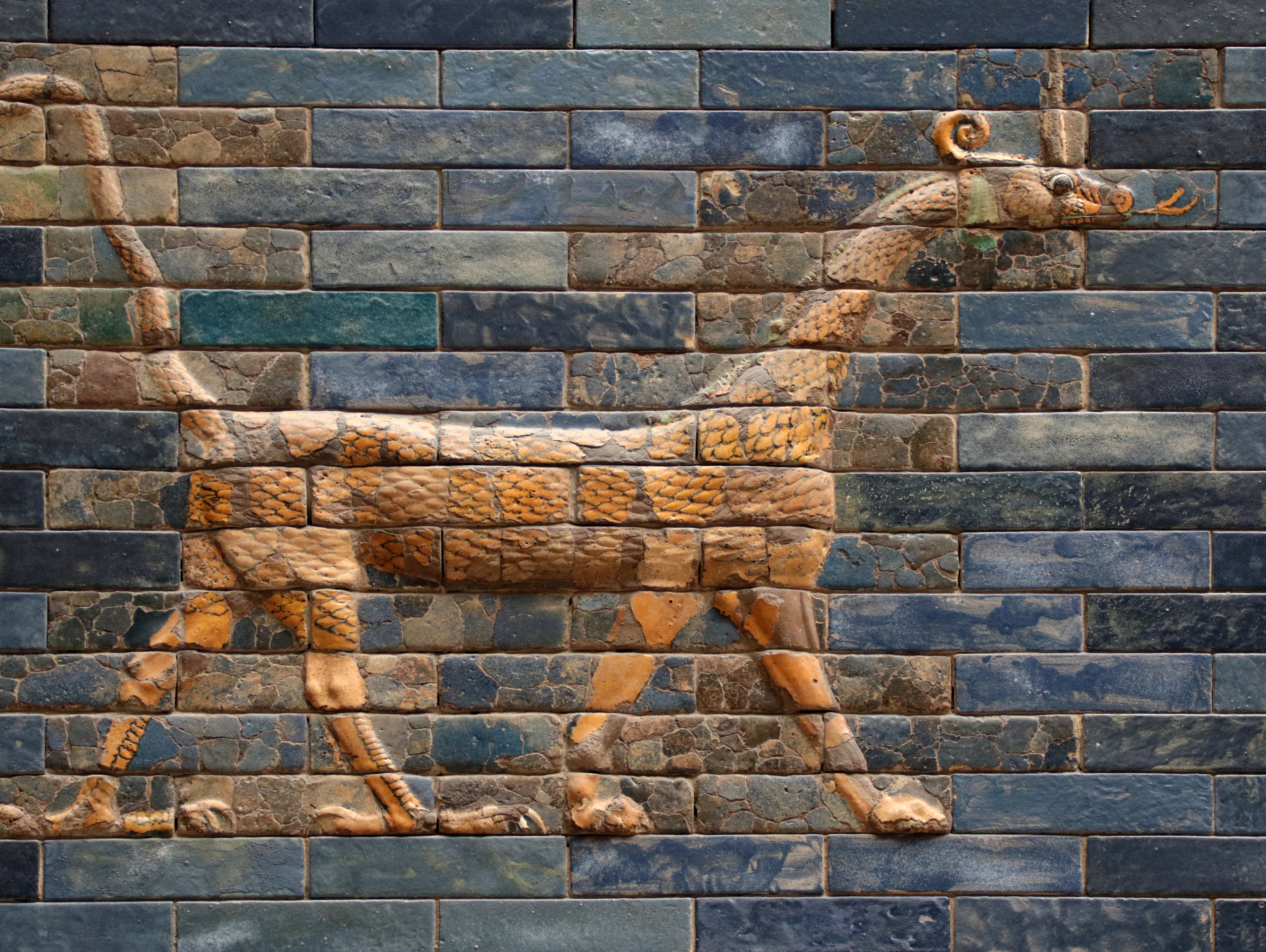
Un mušhuššu, détail de la porte d'Ishtar, Babylone, VIIe s. av. J.-C. Musée de Pergame.
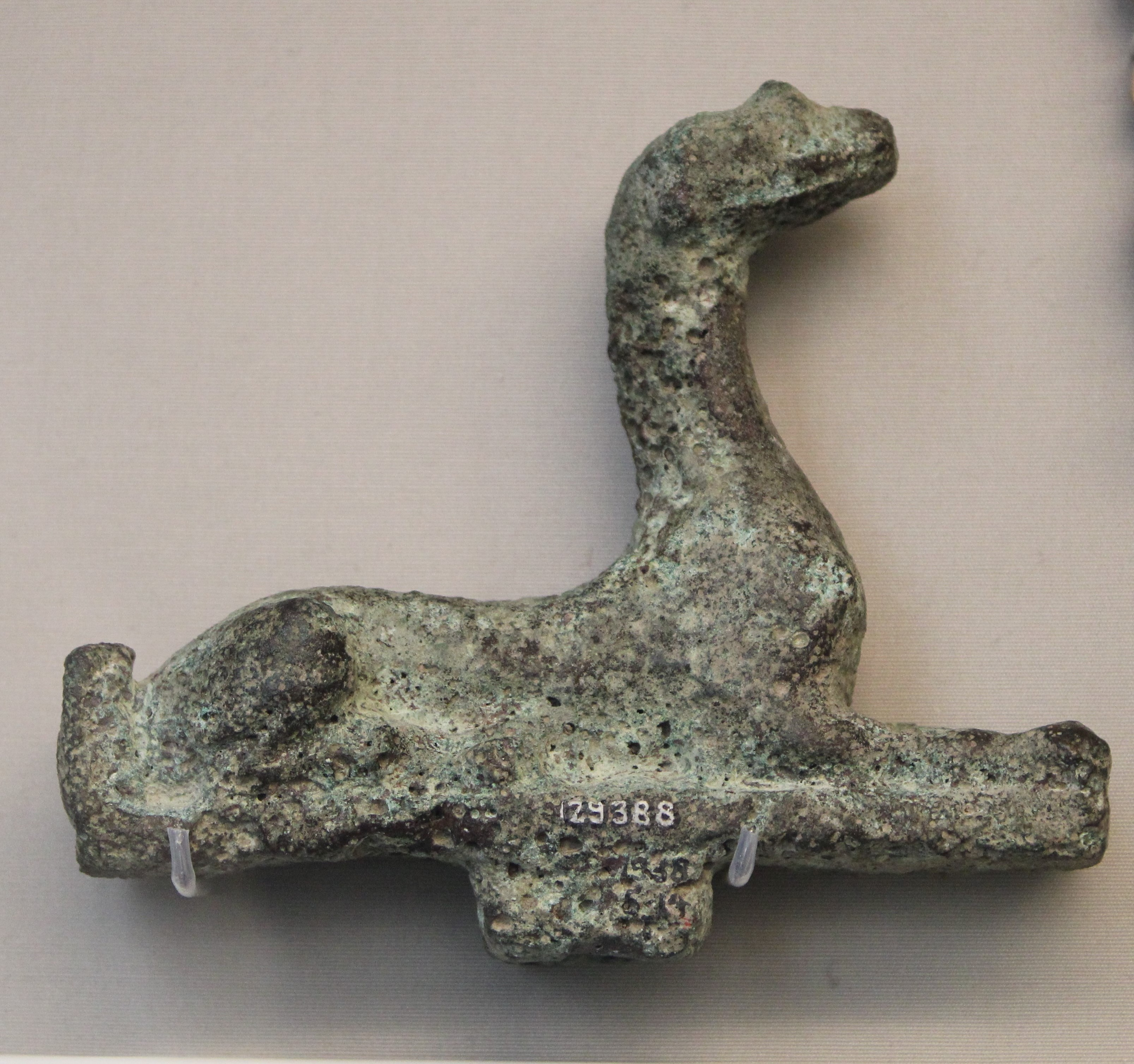
Amulette en bronze d'un mušhuššu, v. 800-500 av. J.-C. British Museum.
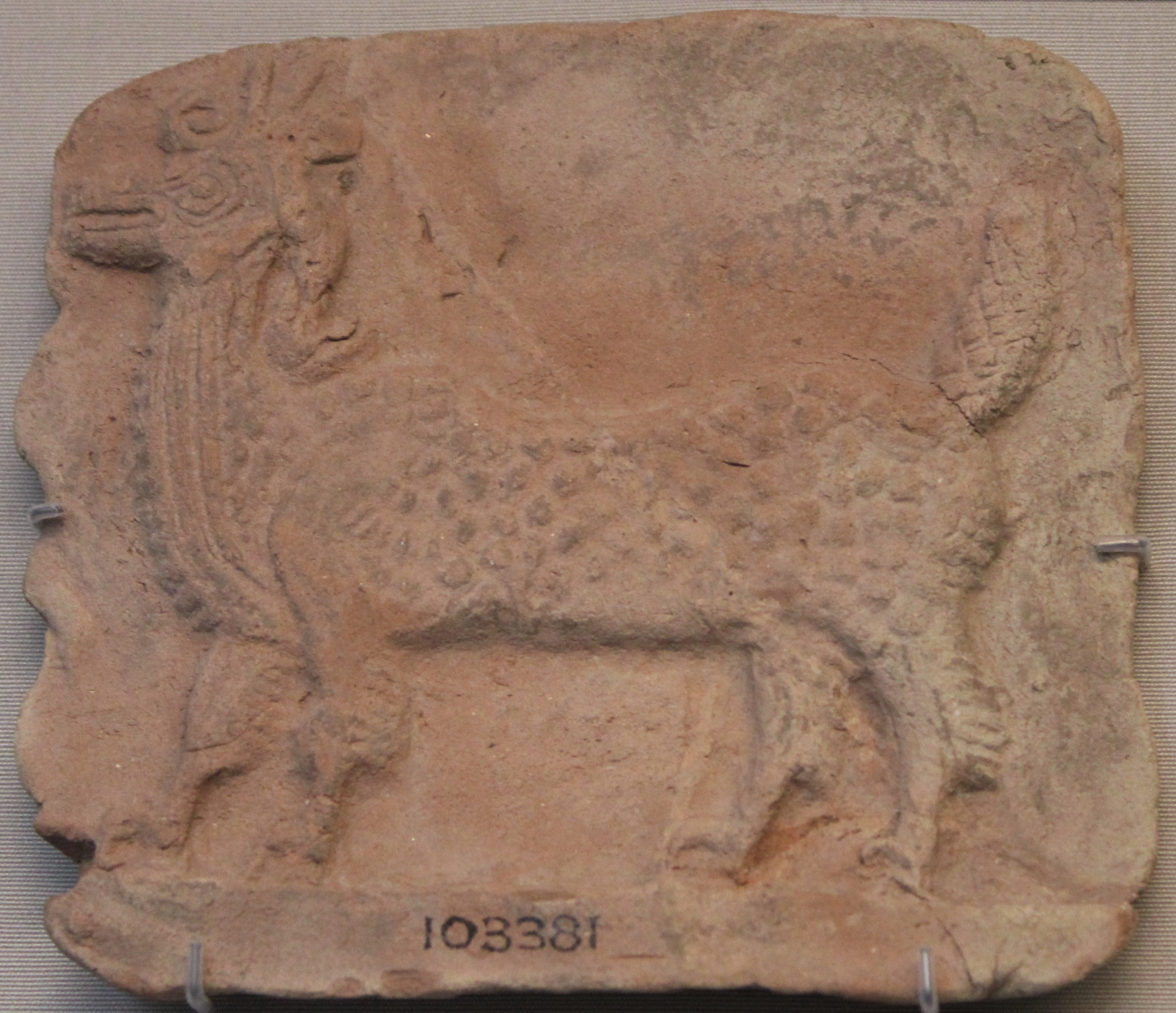
Plaque en terre cuite de mušhuššu, v. 800-500 av. J.-C. British Museum.